# Does the Woman Forget?
Does the Woman Forget? è un cortometraggio muto del 1915. Il nome del regista non viene riportato.

## Produzione
Il film fu prodotto dalla Essanay Film Manufacturing Company.

## Distribuzione
Distribuito dalla General Film Company, il film - un cortometraggio di una bobina - uscì nelle sale cinematografiche USA il 23 agosto 1915. Viene citato in Moving Picture World del 28 agosto 1915.